# Imin

Az iminek általános szerkezete

Az imin olyan szerves kémiai funkciós csoport, amelyben szén–nitrogén kettős kötés található, és a nitrogénatomhoz hidrogén (H) vagy szerves csoport kapcsolódik. Ha ez a csoport nem hidrogénatom, akkor a vegyület Schiff-bázis. A szénatom további két egyszeres kötéssel rendelkezik.

## Az iminek nevezéktana és csoportosítása
Az iminek a karbonilvegyületekhez hasonlítanak, a karbonil oxigént NR csoport helyettesíti. Ha R3 = H, a vegyület primer imin, ha R szénhidrogéncsoport, szekunder iminről beszélünk. Az iminek változatos reakcióik révén a kémia számos területén előfordulnak. Ha az R3 csoport OH, akkor a vegyületet oximnak, míg ha R3 NH2, akkor hidrazonnak nevezzük.

### Aldiminek és ketiminek
Az olyan primer iminek, amelyekben a C szénhidrogéncsoporthoz és H-hez kapcsolódik, primer aldiminek, az ugyanilyen csoportokat tartalmazó szekunder iminek szekunder aldiminek.
Az olyan primer iminek, amelyekben a C két szénhidrogéncsoporthoz kapcsolódik, primer ketiminek; az ugyanilyen csoportokat tartalmazó szekunder iminek a szekunder ketiminek.

Primer aldimin
Szekunder aldimin
Primer ketimin
Szekunder ketimin

## Iminek szintézise
Imineket jellemzően primer aminok és aldehidek vagy ritkábban ketonok kondenzációs reakciójával állítanak elő. Mechanizmusát tekintve ez a reakció nukleofil addíció révén keletkező −C(OH)(NHR)− félaminál köztiterméken keresztül halad, melyből vízkilépéssel imin keletkezik. Ennek a reakciónak az egyensúlya rendszerint a karbonilvegyület és az amin irányába van eltolva, ezért ahhoz, hogy a reakció az iminképződés irányában menjen végbe, azeotróp desztilláció vagy valamilyen vízelvonó anyag, például molekulaszűrő alkalmazása szükséges.
Az iminek szintézisére számos egyéb módszer ismert.
- C–H savak és nitrozovegyületek kondenzációs reakciója.
- N-halogénezett tritil-aminok Stieglitz-átrendeződése.
- Félaminálok dehidratálása.[7]
- Alkének és hidrogén-azid közötti Schmidt-reakcióval.
- Arénból kiindulva Hoesch-reakcióval nitril és sósav hatására.
- 3-tiazolinok Asinger-reakcióval végzett többkomponensű szintézise.

## Iminek reakciói
Az iminek legfontosabb reakciója vízzel történő hidrolízisük, melynek során a megfelelő amin és karbonilvegyület keletkezik. Ezen kívül az imin funkciós csoport számos reakcióban részt vesz, ezek közül sok az aldehidek és ketonok reakcióival analóg.
- Az iminek aminokkal aminál képződése közben reagálnak.
- Az iminek diénekkel az aza-Diels-Alder reakcióban tetrahidropiridin képződése közben reagálnak.
- Az iminek meta-klórperbenzoesavval (mCPBA) oxaziridinné oxidálhatók.
- A Povarov-reakcióban az aromás iminek enoléterekkel kinolin képződése közben reagálnak.
- A toziliminekből α,β-telítetlen karbonilvegyületekkel allil-amin keletkezik az aza-Baylis–Hillman-reakcióban.
- Az aminok Eschweiler–Clarke-reakció során hangyasavval történő alkilezésének köztitermékei iminek.
- Az egyik szénhidrátkémiai reakció, az Amadori-átrendeződés iminen keresztül megy végbe.
- Stabilizálatlan szulfónium-ilid által történő metilén-transzfer reakcióval az iminekből aziridin gyűrű jöhet létre.
- Az iminek a reduktív aminálás köztitermékei.

### Sav-bázis reakciók
A kiindulási aminokhoz némileg hasonlóan az iminek enyhén bázikusak és reverzibilisen protonálódva imíniumsókat alkotnak. Az imínium származékok különösen érzékenyek az aminná történő redukcióra transzfer hidrogénezés vagy nátrium-cianoborohidrid sztöchiometrikus mennyiségének hatására. Mivel az aszimmetrikus ketonokból származó iminek prokirálisak, redukciójuk felhasználható királis aminok szintézisére.

### Ligandumként
Az iminek a komplexkémiában gyakori ligandumok. A szalicilaldehid és acetil-aceton kondenzációjával imintartalmú kelátképzők családjait állítják elő, ezek közé tartozik például a szalén.

### Iminek redukciója
Az iminek hidrogénezéssel aminná redukálhatók, erre példa az m-tolilbenzilamin szintézise:
Egyéb alkalmazható redukálószerek a lítium-alumínium-hidrid és a nátrium-borohidrid.
Az első aszimmetriás imin redukciót 1973-ban hajtotta végre Henri B. Kagan: Ph(Me)C=NBn-t hidroszililezett PhSiH2 felhasználásával DIOP királis ligandum és (RhCl(CH2CH2)2)2 katalizátor mellett. Azóta számos más rendszert is tanulmányoztak.

## Biológiai szerep
Az iminek a természetben sok helyen megtalálhatók. A B6-vitamin például elősegíti az aminosavak iminképződéssel történő deaminálását.

## Fordítás
Ez a szócikk részben vagy egészben  az   Imine című angol Wikipédia-szócikk ezen változatának fordításán alapul.  Az eredeti cikk szerkesztőit annak laptörténete sorolja fel. Ez a jelzés csupán a megfogalmazás eredetét és a szerzői jogokat jelzi, nem szolgál a cikkben szereplő információk forrásmegjelöléseként.